# Баклифф (Техас)
Баклифф — статистически обособленная местность (СОМ) в северо-центральной части округа Галвестон, штат Техас, США. Находится на расстоянии 16 миль (26 км) к северо-западу от Галвестона. Население по переписи 2020 года составляло 9677 человек, что больше, чем 8619 человек по переписи 2010 года. Баклифф, первоначально называвшийся Клифтон-бай-зе-Си, начинался как приморский курортный город. Расположенный на западном берегу залива Галвестон, Баклифф, наряду с Сан-Леоном и Бейвью, являются крупнейшими некорпоративными сообществами на материковой части округа Галвестон.
На территории СОМ находится начальная школа имени Кеннета Э. Литтла и парк Бейшор, созданный на земле, подаренной Texas Genco.